# آنا سيرا
آنا سيرا (بالإسبانية: Anna Serra)‏ هي منافسة ألعاب القوى إسبانية، ولدت في 1968.